# Stare Rochowice

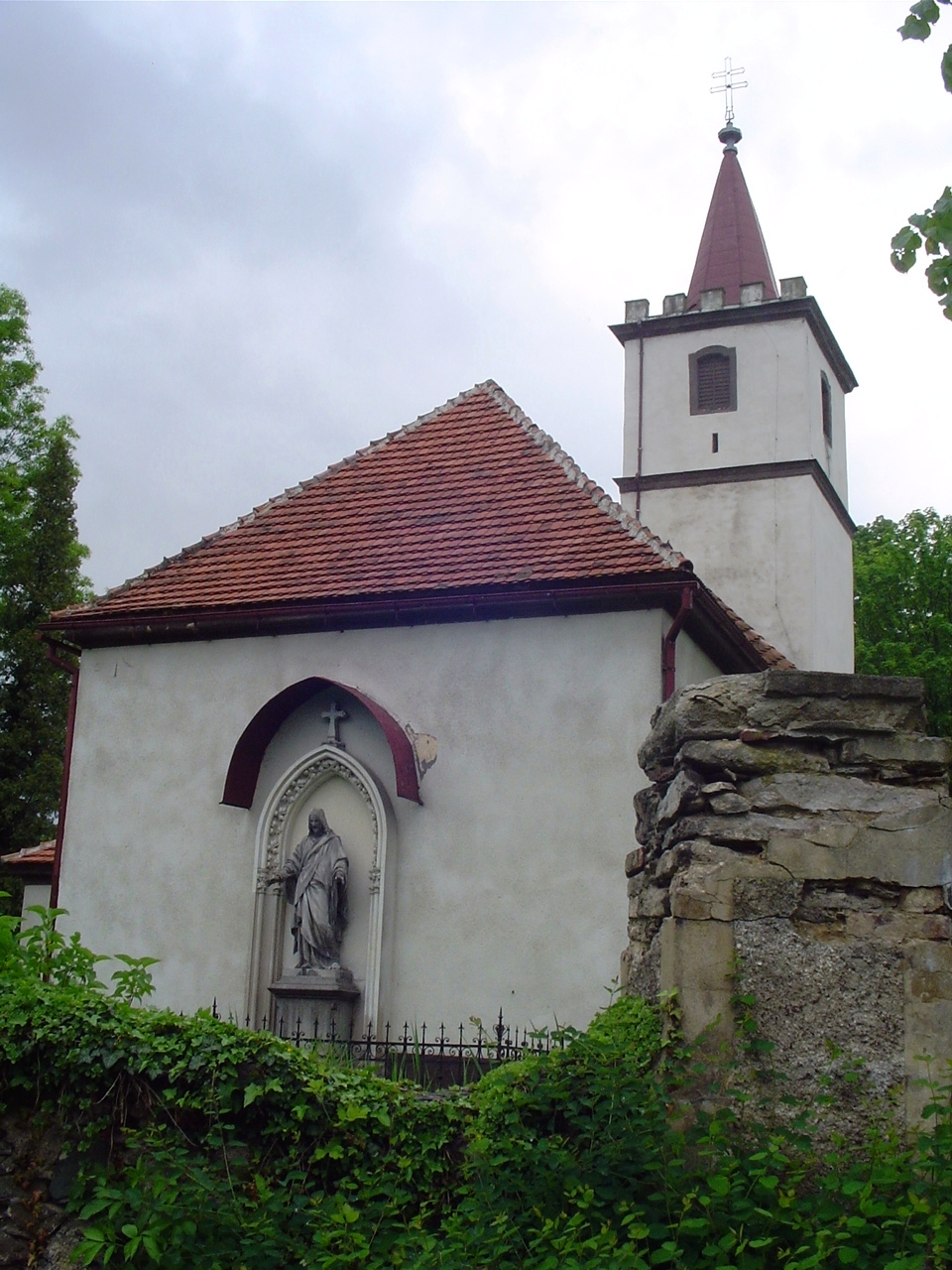
Kościół św. Jana Chrzciciela

Stare Rochowice (niem. Alt Röhrsdorf) – wieś w Polsce, w województwie dolnośląskim, w powiecie jaworskim, w gminie Bolków, położona nad potokiem Rochowicką Wodą, w Górach Kaczawskich.

## Podział administracyjny
| SIMC    | Nazwa        | Rodzaj     |
| ------- | ------------ | ---------- |
| 0189546 | Bolków-Zdrój | przysiółek |

W latach 1975–1998 miejscowość należała administracyjnie do województwa jeleniogórskiego.

## Nazwa
Pierwsza wzmianka o miejscowości pochodzi ze średniowiecznego dokumentu z roku 1397, gdzie wymieniona jest po łacinie jako Pratum (pol. Łąka). Inne nazwy występujące w historii to: Rudingeresdorf, Rudingersdorf, Rudegersdorf, Röhrsdorf, Alt Röhrsdorf, Rudgorzewice Stare, Stare Rochiwce.
12 listopada 1946 nadano miejscowości polską nazwę Stare Rochowice.

## Położenie
Stare Rochowice położone są we wschodniej części Grzbietu Wschodniego Gór Kaczawskich, w dolinie potoku Rochowickiej Wody, płynącego z zachodu na wschód.
Okolice Starych Rochowic znajdują się na obszarze metamorfiku kaczawskiego. Występują tu zieleńce, fyllity, łupki serycytowe i inne skały metamorficzne.

## Historia
1 września 1203 książę Śląska, Henryk I Brodaty, podarował cystersom z Lubiąża ziemie między górnym brzegiem Nysy Szalonej a górnym biegiem Kaczawy. W ten sposób powstała osada. Od końca XIII w. wiódł przez miejscowość szlak do Zgorzelca, przechodzący przez Lubań, Gryfów Śląski i Jelenią Górę.
Po dewastacji rejonu dokonanej przez Szwedów w czasie wojny 30-letniej miejscowość kupił habsburski oficer Churschwandt. W roku 1770 przeszła ona pod panowanie rodziny von Hoyos. Pod panowaniem Fryderyka II Wielkiego, króla Prus, hrabina Schlabrendorf, z powodu tzw. „małego kłusownictwa”, musiała przystąpić do osiedlenia protestantów, którzy ze względu na swoje wyznanie, musieli po wojnach śląskich wyjść z Czech. W ten sposób powstały Nowe Rochowice.
Mieszkańcy zajmowali się uprawą ziemi, a także pracą w kamieniołomach: Häderei, Alexerei, Hampelei i Töppich. Miejscowość była znana z licznych sadów owocowych. Około roku 1899 powstała kolejka linkowa z Mysłowa, prowadząca do stacji kolejowej w Rochowicach, służąca do transportu materiału skalnego.
Po II wojnie światowej, w czerwcu 1946, rozpoczęto transfery ludności miejscowości; około 200 osób dotarło wtedy w okolice Borken. Drugi transfer miał miejsce 30 września 1946; przesiedlono wtedy 250 osób na teren Brunszwika. Trzeci transfer z Rochowic i Wiesau miał miejsce w czerwcu 1947 – wysiedlono wtedy 200 osób na tereny radzieckiej strefy okupacyjnej.
Dawniej w miejscowości znajdował się kościół ewangelicki.

### Kalendarium
- 1242 – najstarsza znana wzmianka o miejscowości
- 1369 – dobra po księżnej Agnieszce Habsburg, wdowie po księciu świdnickim Bolku II Małym, w których leżały Rochowice, przekazano jako lenno do dóbr Clericusa Bolcze, uważanego za założyciela Bolczowa
- 1899, 1 sierpnia – otwarcie dworca klejowego (2 perony o długości 152 i 156 m)
- 1933 – wieś zamieszkiwało 949 osób
- 1939 – miejscowość zamieszkiwały 882 osoby
- 1975 – mieszkańcy rozebrali ewangelicki kościół

## Zabytki
Do wojewódzkiego rejestru zabytków wpisane są:
- kościół filialny św. Jana Chrzciciela, wybudowany w XV wieku, przebudowywany w XVIII i XIX wieku; jednonawowy, z wieżą, prezbiterium na planie kwadratu o krzyżowo-żebrowym sklepieniu; w kościele zachowały się: ambona z XVII w. i barokowy ołtarz
- cmentarz przykościelny
- kaplica
- była plebania, obecnie dom mieszkalny, z XIX w.
- ruiny pałacu z 2. połowy XVIII w.

## Źródła wody i Bolków-Zdrój
Na obszarze Starych Rochowic znajduje się unikatowe źródło wody (zdrój św. Jadwigi). W latach PRL-u miało tutaj powstać uzdrowisko.

## Szlaki turystyczne
- żółty – Szlakiem Zamków, prowadzący z Bolkowa do Bolkowa przez miejscowości: Wierzchosławice, Stare Rochowice, Płonina, Pastewnik Górny, Wierzchosławice.

## Stowarzyszenia i związki
- Ochotnicza Straż Pożarna w Starych Rochowicach